# Rebel Cops
 (mars 2025).
La mise en forme du texte ne suit pas les recommandations de Wikipédia : il faut le « wikifier ».
Les points d'amélioration suivants sont les cas les plus fréquents. Le détail des points à revoir est peut-être précisé sur la page de discussion.
- Les titres sont pré-formatés par le logiciel. Ils ne sont ni en capitales, ni en gras.
- Le texte ne doit pas être écrit en capitales (les noms de famille non plus), ni en gras, ni en italique, ni en « petit »…
- Le gras n'est utilisé que pour surligner le titre de l'article dans l'introduction, une seule fois.
- L'italique est rarement utilisé : mots en langue étrangère, titres d'œuvres, noms de bateaux, etc.
- Les citations ne sont pas en italique mais en corps de texte normal. Elles sont entourées par des guillemets français : « et ».
- Les listes à puces sont à éviter, des paragraphes rédigés étant largement préférés. Les tableaux sont à réserver à la présentation de données structurées (résultats, etc.).
- Les appels de note de bas de page (petits chiffres en exposant, introduits par l'outil «  Source ») sont à placer entre la fin de phrase et le point final[comme ça].
- Les liens internes (vers d'autres articles de Wikipédia) sont à choisir avec parcimonie. Créez des liens vers des articles approfondissant le sujet. Les termes génériques sans rapport avec le sujet sont à éviter, ainsi que les répétitions de liens vers un même terme.
- Les liens externes sont à placer uniquement dans une section « Liens externes », à la fin de l'article. Ces liens sont à choisir avec parcimonie suivant les règles définies. Si un lien sert de source à l'article, son insertion dans le texte est à faire par les notes de bas de page.
- La présentation des références doit suivre les conventions bibliographiques. Il est recommandé d'utiliser les modèles {{Ouvrage}}, {{Chapitre}}, {{Article}}, {{Lien web}} et/ou {{Bibliographie}}. Le mode d'édition visuel peut mettre en forme automatiquement les références.
- Insérer une infobox (cadre d'informations à droite) n'est pas obligatoire pour parachever la mise en page.

Pour une aide détaillée, merci de consulter Aide:Wikification.
Si vous pensez que ces points ont été résolus, vous pouvez retirer ce bandeau et améliorer la mise en forme d'un autre article.
 (mars 2025).
Rebel Cops est un jeu vidéo de tactique au tour par tour de 2019 développé par Weappy Studio et publié par THQ Nordic. C'est un spin-off de This Is the Police et This Is the Police 2 . Les joueurs contrôlent d'anciens policiers qui luttent contre des gangsters et un service de police corrompu.

## Principe du jeu
Les joueurs contrôlent un groupe d'anciens policiers qui ont démissionné lorsque leur ville rurale, y compris les forces de police, a été envahie par un mafieux russe. Alors qu'ils s'efforcent de libérer leur ville, les joueurs s'engagent dans des combats tactiques au tour par tour contre les gangsters et la police corrompue. Les joueurs peuvent tenter d'arrêter des criminels, ce qui a un pourcentage de chances de succès basé sur des facteurs tels que le caractère intimidant de l'agent. Les ennemis qui se rendent de cette manière sont retirés de la carte et fournissent plus de points d'expérience. En gagnant un niveau, les joueurs peuvent personnaliser les policiers avec des capacités spéciales, telles qu'une furtivité ou une précision accrues. Les personnages peuvent s'avertir automatiquement les uns les autres lorsqu'ils sont sur le point d'être repérés par un suspect.
Les personnages n'ont pas de points de vie ; à la place, toute personne blessée meurt en quelques rounds d'une perte de sang à moins qu'elle ne soit stabilisée. L'exception concerne les tirs à la tête, qui sont instantanément mortels sans casque. Les blessures aux jambes neutralisent un personnage, et une balle dans le bras l'empêche de riposter. Les blessures à la poitrine font saigner les personnages deux fois plus vite. Les joueurs ont un nombre limité de sauvegardes. Il se joue d'un point de vue isométrique.

## Développement
THQ Nordic a sorti Rebel Cops pour Windows, PlayStation 4, Xbox One et Nintendo Switch le 17 septembre 2019. HandyGames l'a publié pour iOS, Android (dont chromebook) et Linux le 23 avril 2020,.

## Critiques
Rebel Cops a reçu des critiques mitigées sur Metacritic. Rock Paper Shotgun a déclaré qu'ils n'avaient pas suffisamment d'informations pour prendre des décisions, ce qui, selon eux, rendait la réalisation d'un niveau répétitive et frustrante. Polygon a été déçu que le gameplay soit différent de ses bandes-annonces, ce qui, selon eux, le faisait ressembler à Longmire . Ils ont dit que ce n'était pas un mauvais jeu, mais qu'il avait un rythme médiocre et un manque de profondeur. Nintendo Life a salué sa rejouabilité, son gameplay stimulant mais facile à comprendre et la conception des missions, mais ils n'ont pas aimé l'histoire et l'interface utilisateur de la version Switch. Push Square a apprécié le défi posé par le manque de points de vie et la rareté des ressources, mais ils ont estimé que les missions les plus ouvertes perdaient ce gameplay tendu et devenaient floues.